# Zdeněk Remsa
Zdeněk Remsa (Horní Branná, 1928. december 29. – 2019. június 22.) cseh síugró, olimpikon, edző.

## Pályafutása
Az 1948-as St. Moritz-i olimpián 20. helyezést ért el síugrásban. A négysánc-versenyen 1955–56-ban a 35., 1956–57-ben a 10., 1957–58-ban a 20. helyen végzett. 1954-es faluni világbajnokságon a 37., az 1958-as Lahtiban rendezett versenyen a 43. helyet szerezte meg.
Az 1960-as és 1970-es években Jiří Raška, Dalibor Motejlík, Zbyněk Hubač, Josef Matouš és Vasja Bajc edzője volt. 1995-től Lomnice nad Popelkouban siedzőként dolgozott. Roman Koudelka, Čestmír Kožíšek és Tomáš Portyk első edzője volt.